# Sedat Doğruer

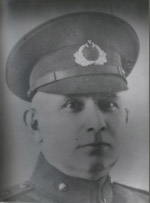
Sedat Doğruer

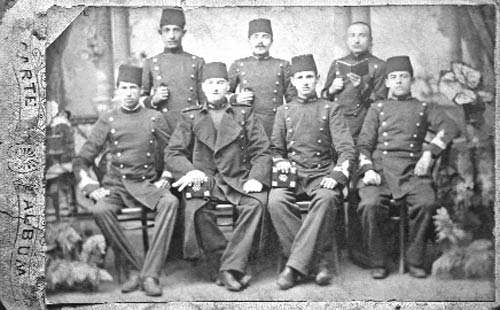
Sedat Doğruer (1. Reihe, 4. von links) mit Lehrgangskameraden der Kriegsschule des Osmanischen Reiches (1901), darunter Kâzım Özalp (1. Reihe, 1. von links), Mustafa Kemal Atatürk (1. Reihe, 2. von links), Ali Fuat Cebesoy (1. Reihe, 3. von links)

Sedat Doğruer (* 1884 in Istanbul; † 19. Juni 1955 in Istanbul) war ein türkischer Generalleutnant.

## Leben
Doğruer begann nach dem Schulbesuch 1901 eine Ausbildung zum Offizier an der Heeresschule (Mekteb-i Erkân-ı Harbiye), die er als Leutnant (Teğmen) abschloss. Zu seinen Lehrgangskameraden gehörten neben Mustafa Kemal Atatürk auch Kâzım Özalp und Ali Fuat Cebesoy. Nach Verwendungen als Offizier der Infanterie trat er 1904 in die Heeresakademie (Kara Harp Akademisi) ein und fand nach deren Abschluss zahlreiche Verwendungen in verschiedenen Einheiten und nahm unter anderem an den Balkankriegen und am Ersten Weltkrieg teil. Am 28. Januar 1919 wurde er Kommandant der damaligen Heeresschule (Mekteb-i Erkân-ı Harbiye) des Osmanischen Reiches, aus der die heutige Kara Harp Okulu hervorging. Diesen Posten bekleidete er bis zum 1. Januar 1921. Zugleich wurde er 1920 Stellvertretender Chef des Generalstabes (Genelkurmay İkinci Başkanlı).
Für seine Teilnahme am Befreiungskrieg wurde Doğruer die Unabhängigkeitsmedaille (İstiklâl Madalyası) verliehen. Am 1. Oktober 1925 wurde er Nachfolger von Mehmet Kenan Dalbaşar als Kommandant der Heeresakademie Kara Harp Akademisi und behielt diesen Posten bis zum 21. November 1927. Sein Nachfolger wurde daraufhin Hasan Basri Saran.
Am 2. Januar 1932 erfolgte die Ernennung von Doğruer zum Staatssekretär im Ministerium für Nationale Verteidigung (Millî Savunma Bakanlığı). Danach wurde er am 1. Januar 1933 Generalsekretär des Verteidigungsministeriums und damit oberster Leiter der Verwaltung dieses Ministeriums. Später wurde er am 9. März 1940 abermals Staatssekretär im Ministerium für Nationale Verteidigung, ehe er schließlich Generalleutnant (Korgeneral) und Kommandierender General des IX. Korps wurde. Auf diesem Posten verblieb er bis zu seiner Versetzung in den Ruhestand am 28. September 1942.
Nach seinem Tode wurde er auf dem Friedhof Zincirlikuyu (Zincirlikuyu Mezarlığı) beigesetzt.